# Polozemnice

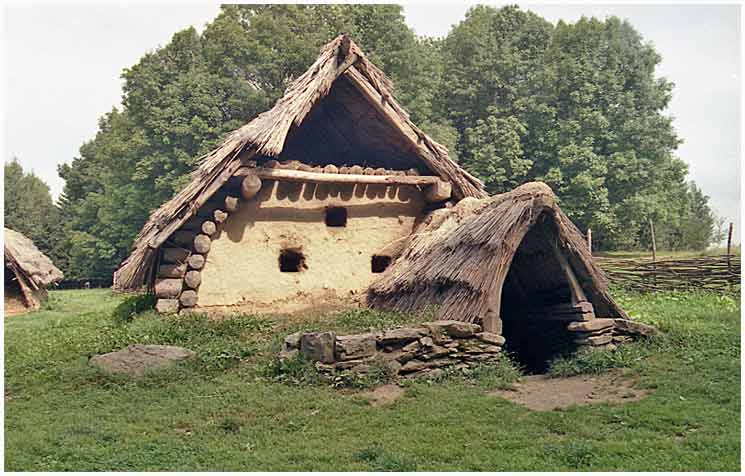
Polozemnice ve skanzenu Villa Nova v Uhřínově

Polozemnice je druh historické obytné stavby (domu) částečně zahloubené do země. Od zemnice se liší mírou zahloubení a navazující nadzemní částí, na kterou teprve dosedá střecha. Polozemnice se stavěly od pravěku až do raného středověku.

## Popis
V ose stavby bývaly dva sloupy z kmenů nahoře do vidlice, přes které byl položen kmen ve funkci hřebenové vaznice. O ni pak byly opírány krokve, střešní krytinu tvořily došky. Zahloubení snižovalo množství potřebného stavebního materiálu a sloužilo jako tepelná izolace. Dovnitř se sestupovalo po několika stupních. V rohu se nacházelo topeniště, kouř stoupající volně pod střechu odcházel kouřovými otvory.